# Hiroshi Yamashiro
Hiroshi Yamashiro (山城宏?; Yamaguchi, 12 agosto 1958) è un giocatore di go giapponese.

## Carriera
Iniziò a praticare il go fin da giovanissimo, fu allievo di Toshihiro Shimamura e divenne professionista a 14 anni nel 1972 affiliandosi alla filiale di Nagoya della Nihon Ki-in. Raggiunse il IX Dan nel 1985 e nel corso della sua carriera è stato sfidante a quasi tutti i titoli principali, senza tuttavia mai aggiudicarsene uno. Nel suo palmares figurano comunque diversi titoli minori, tra cui il torneo Okan di cui è il primatista con quindici successi.

## Palmarès
| Nazionali | Nazionali                                                           | Nazionali                                                             |
| Torneo    | Vittorie                                                            | Finalista                                                             |
| --------- | ------------------------------------------------------------------- | --------------------------------------------------------------------- |
| Kisei     |                                                                     | 1 (1992)                                                              |
| Honinbo   |                                                                     | 3 (1986, 1987, 1993)                                                  |
| Tengen    |                                                                     | 1 (1992)                                                              |
| Ōza       |                                                                     | 1 (1984)                                                              |
| Shinjin-O |                                                                     | 1 (1979)                                                              |
| Okan      | 15 (1977, 1981, 1982, 1984–1987, 1993–1996, 2000, 2001, 2005, 2010) | 11 (1978, 1983, 1988, 1997, 1998, 2002, 2004, 2006, 2008, 2009, 2011) |
| Totale    | 15                                                                  | 18                                                                    |

| Controllo di autorità | VIAF (EN) 255056717 · NDL (EN, JA) 00162005 |